# Amplificador de parell

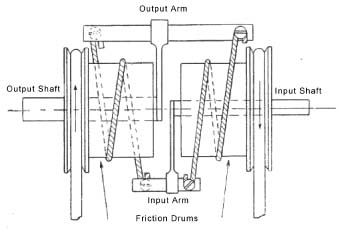
Un amplificador de parell està format per dos cabrestants apuntats l'un a l'altre, amb una sola corda al voltant de tots dos. El braç transmet la tensió d'un tambor a l'altre i acciona l'eix de sortida.

Un amplificador de parell és un dispositiu mecànic que amplifica el parell d'un eix giratori sense afectar la seva velocitat de rotació. Es relaciona mecànicament amb el capstan que es veu als vaixells. El seu ús més conegut és en la direcció assistida d'automòbils. Un altre ús és a l'analitzador diferencial, on s'utilitzava per augmentar el parell de sortida de l'integrador de bola i disc, d'altra manera limitat. El terme també s'aplica a algunes caixes de canvi utilitzades en tractors, encara que això no té relació. Es diferencia d'un convertidor de parell, en el qual la velocitat de rotació de l'eix de sortida disminueix a mesura que augmenta el parell.

## Història
El primer amplificador de parell elèctric va ser inventat l'any 1925 per Henry W. Nieman de la Bethlehem Steel Company de Bethlehem, Pennsilvània. Es pretenia permetre el control manual d'equips pesats; ex., grues industrials, artilleria, etc. Vannevar Bush va utilitzar l'amplificador de parell de Nieman com a part del seu projecte d'anàlisi diferencial al MIT a principis dels anys trenta. Lord Kelvin ja havia discutit la possible construcció d'aquestes calculadores ja a la dècada de 1880, però s'havia vist obstaculitzat pel parell de sortida limitat dels integradors de bola i disc. Aquests integradors utilitzaven un coixinet de boles pressionat entre la superfície d'un eix giratori i un disc, transmetent la força de rotació de l'eix al disc. En moure la bola al llarg de l'eix, la velocitat del disc es podria variar sense problemes. El parell de torsió a l'eix de sortida estava limitat per la fricció entre el coixinet i el disc, i com que generalment es feien de metalls que limitaven la fricció com el bronze per permetre un moviment suau, el parell de sortida era bastant baix. Alguns dispositius de càlcul podien utilitzar la sortida directament, i Kelvin i altres van construir diversos sistemes, però en el cas d'un analitzador diferencial, la sortida d'un integrador va impulsar l'entrada del següent integrador, o una sortida gràfica. L'amplificador de parell va ser l'avenç que va permetre treballar aquestes màquines.

## Principi

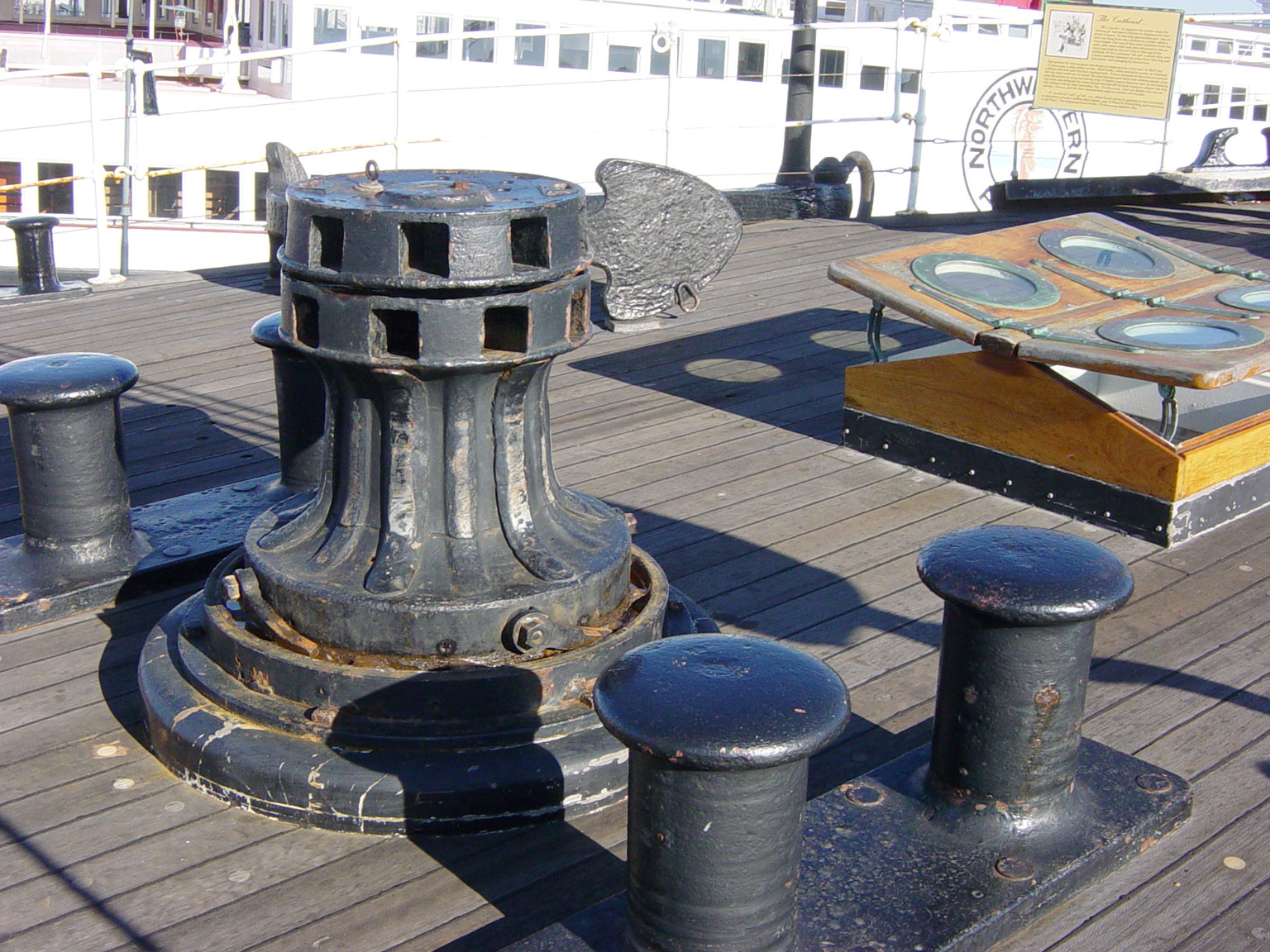
Un capstan en un vaixell de vela. Aquest model s'acciona manualment introduint bigues llargues als forats que es veuen a la part superior.

Un amplificador de parell és essencialment dos cabrestants connectats entre si. Un cabreix consisteix en un tambor que està connectat a una potent font rotativa, normalment la màquina de vapor del vaixell, o un motor elèctric en els exemples moderns. Per utilitzar el dispositiu, s'embolica una corda unes quantes voltes al voltant del tambor, amb un extrem unit a una càrrega i l'altre agafat de mà per l'usuari. Inicialment la corda té poca tensió i rellisca amb facilitat mentre gira el tambor. Tanmateix, si l'usuari estira del seu extrem de la corda, la tensió augmenta, augmentant la fricció entre la corda i el tambor. Ara tot el parell del conductor s'aplica a l'altre extrem de la corda, estirant la càrrega. Si l'usuari no fa res, el cabreix tirarà breument la càrrega cap a si mateix, afluixant així la corda i aturant més moviment. Si l'usuari agafa el fluix, la tensió es manté i la càrrega es continua estirant. D'aquesta manera, l'usuari pot controlar fàcilment el moviment d'una càrrega molt gran.

## Construcció
Un amplificador de parell típic consta de dos cabrestants situats d'extrem a extrem al llarg d'una línia de rotació comuna, normalment horitzontal. Es subministra una única font de parell, normalment des d'un motor elèctric, que s'adapta a alimentar els dos tambors per girar en direccions oposades. Una sola corda (o banda) s'embolica al voltant dels dos tambors. Si s'aplica tensió a un extrem de la corda, el seu cabrestant l'estira, la qual cosa al seu torn tensa la sortida. Igual que el cabrestant únic, el moviment comença i s'atura tan bon punt s'aplica o s'allibera la tensió, però generalment el moviment és suau amb diferents graus de parell que s'apliquen a l'entrada.
A través del mig dels tambors hi ha dos eixos separats, d'entrada i sortida. Tots dos acaben amb una lleva (enfosquida a l'esbós adjunt), que mitjançant un seguidor i un braç basculant subjecta un extrem de cada corda. Si l'eix d'entrada gira des de la posició nul·la, la seva lleva puja o baixa el seguidor d'entrada, que mitjançant el braç d'entrada oscil·lant tensa la corda d'un tambor i afluixa l'altre. En aquest estat, un tambor aplica una tracció molt més gran que l'altre, cosa que fa que tant l'eix de sortida com una gàbia que munta els braços d'entrada i sortida es mouen per seguir l'entrada. Tan bon punt la gàbia i l'eix de sortida s'han mogut a la posició correcta, la tensió de les dues cordes recupera l'equilibri i el moviment relatiu s'atura. D'aquesta manera, el moviment de l'eix de sortida segueix de prop el moviment de l'entrada, encara que el parell que se li aplica és el parell del motor que impulsa el sistema, a diferència del parell molt més petit aplicat a l'eix d'entrada.

## Cabrestant elèctric
El cabrestant elèctric de dues velocitats és un cas típic de l'aplicació d'un amplificador de parell sobre un sol eix, de fet també ho és el cabrestant de dues velocitats manual, basat en el mateix principi però sense motor elèctric. En el cabrestant elèctric, per tal d'amplificar el parell s'aplica la força a través d'uns engranatges epicicloidals, fent girar el mateix motor a l'inrevés i, per tant, l'amplificació de parell és molt evident i fàcilment mesurable
Els cabrestants elèctrics tenen ambdós modes de funcionament: dues velocitats en l'ús manual (invertint el sentit de gir emprant la maneta) i dues velocitats en l'ús elèctric (prement cada un dels dos botons de control), la qual cosa és de fonamental importància per poder triar la velocitat més adequada per a la maniobra que es vol realitzar; és a dir, regulació amb gir ràpid en la primera etapa de la maniobra i una regulació lenta més acurada en l'etapa final. En els cabrestants elèctrics les velocitats són superiors amb el servomotor elèctric que quan es fa un ús manual.

## Altres aplicacions
- Les primeres unitats de pilot automàtic dissenyades per Elmer Ambrose Sperry incorporaven un amplificador mecànic amb corretges enrotllades al voltant de tambors giratoris; un lleuger augment de la tensió de la corretja va fer que el tambor mogués la corretja. Un conjunt aparellat i oposat d'aquestes unitats formava un únic amplificador. Això va amplificar petits errors de giroscopi en senyals prou grans com per moure les superfícies de control de l'aeronau.
- Es va utilitzar un mecanisme similar a l'analitzador diferencial Vannevar Bush.
- L' amplificador de tambor electroestàtic utilitzava una banda envoltada parcialment al voltant d'un tambor giratori i fixada al seu extrem ancorat en una molla. L'altre extrem connectat a un con d'altaveus. El senyal d'entrada es transformava en un alt voltatge i s'afegia a una línia de subministrament de CC d'alta tensió. Aquesta tensió estava connectada entre el tambor i la corretja. Així, el senyal d'entrada feia variar el camp elèctric entre el cinturó i el tambor, modificant la fricció entre ells, per tant la quantitat de moviment lateral del cinturó, i com a conseqüència el del con de l'altaveu.